# Wapen van Voerendaal

Het wapen van Voerendaal is het wapen dat bij de Nederlands Limburgse gemeente Voerendaal hoort. Op het wapen staan sinds de eerste toekenning in 1896 de parochieheilige Sint Laurentius en de leeuw van Valkenburg. Ondanks een fusie met de gemeentes Klimmen en Valkenburg-Houthem is het wapen minimaal aangepast waardoor het vrijwel gelijk is gebleven aan het wapen dat in 1896 aan de oude gemeente Voerendaal is verleend.

## Geschiedenis
Voerendaal viel tot 1777 onder het gebied van Heerlen, Heerlen behoorde tot het land van Valkenburg.
Het eerste wapen werd op 13 november 1896 aan de gemeente Voerendaal toegekend. Dit wapen werd aangevraagd met de leeuw van Valkenburg op het rechter veld, voor de kijker links, en de parochieheilige op het linker veld. De Hoge Raad van Adel vond echter dat de parochieheilige belangrijker was en dat die op het rechter veld moest komen.
Op 4 januari 1983 kreeg de nieuw ontstane gemeente Voerendaal het tweede wapen toegekend. Dit wapen was iets aangepast ten opzichte van het oude wapen. De gemeente vroeg de Hoge Raad van Adel om een nieuw wapen: het moest gecarteleerd zijn met in het eerste kwartier een pauselijk symbool. De gemeente wenste in eerste instantie het wapen van paus Leo IX omdat hij de Sint-Laurentiuskerk heeft ingewijd. Deze kerk is daarmee de enige die door een paus is ingewijd. Omdat paus Leo IX geen wapen had werd uiteindelijk voorgesteld om een pauselijke tiara met daaronder gekruiste sleutels als symbool te nemen. Verder zou dit wapen bestaan uit de dubbele adelaar en de lelies uit het wapen van Klimmen. In het vierde deel zou de leeuw uit het oude wapen moeten komen. De Hoge Raad van Adel was van mening dat dit voorstel een te druk wapen zou opleveren. De Raad kwam met een nieuw ontwerp voor het oude wapen: de Valkenburgse leeuw zou vergezeld worden van de symbolen van Sint Laurentius en Sint Remigius, Remigius fungeerde als schildhouder in het wapen van Klimmen. De gemeenteraad ging niet akkoord met dit nieuwe wapen, waarop de Raad met een nieuw ontwerp kwam: een wapen bestaande uit diagonale balken rood, blauw en goud met het oude wapen van Valkenburg als hartschild. Rood zou voor Voerendaal staan, blauw voor Klimmen en de twee gouden banen voor de oude Romeinse wegen die in het gebied liggen. Ook dit wapen werd door de gemeenteraad afgekeurd. Uiteindelijk is het oude wapen behouden, met een paar kleine aanpassingen.

## Blazoeneringen
Omdat de gemeente in 1982 een fusie heeft gehad moest de blazoenering aangepast worden, hierdoor heeft de gemeente Voerendaal twee wapens gehad.

### Eerste wapen

Eerste wapen

Het eerste wapen had als omschrijving:
Gedeeld: I in goud de H.Laurentius, staande op een lossen grasgrond, handen en gelaat van natuurlijke kleur, het hoofd omgeven door een nimbus van goud, gekleed in een toga van zilver, waaroverheen eene met goud afgezette diaconale tunica van keel, houdende in de rechterhand een rooster van sabel, in de linkerhand een evangeliarium van goud, II in zilver een dubbelstaartige leeuw van keel, gekroond en geklauwd van goud.
Het wapen is verticaal gedeeld. In het eerste deel, rechts en daarmee voor de kijker links, staat sint Laurentius op een grasgrond. Laurentius' handen en gezicht zijn van natuurlijke kleur, zijn toga is zilverkleurig, zijn tunica is echter rood van kleur met goud afgezet. Ook de aureool is goudkleurig. Laurentius houdt in zijn rechterhand zijn attribuut: een zwart rooster, in zijn linkerhand houdt hij een gouden evangeliarium.
In het tweede deel staat een rode leeuw, deze heeft een dubbele staart. De nagels en kroon zijn goudkleurig, officieel mag dat niet want de achtergrond is zilverkleurig. Goud en zilver mogen volgens de regels van de heraldiek niet op elkaar geplaatst worden.

### Tweede wapen
Het tweede wapen heeft de volgende beschrijving:
Gedeeld: I in goud de H.Laurentius van natuurlijke kleur, schuin links gewende, het hoofd omgeven door een nimbus van goud, gekleed in een toga van zilver, waaroverheen een tunicas van keel, waarop een kruis van goud, houdende in de rechterhand een evangeliarium van goud, en in de linkerhand een rooster van sabel bij de voet. II in zilver een gekroonde dubbelstaartige leeuw van keel. Het schild gedekt met een gouden kroon van 3 bladeren en 2 parels.
Ook in het tweede wapen staat Laurentius weer aan de rechterzijde van het schild en wederom op een gouden veld. Het attribuut en het evangeliarium zijn van hand gewisseld. Het tunica is nu niet afgezet met goud, maar is bekleed met een gouden kruis. De leeuw aan de linkerkant van het schild is nu geheel roodkleurig, maar het is nog steeds een rode leeuw met twee staarten. Op het schild staat nu een gouden kroon van drie bladeren met tussen de bladeren parels. 